# Dansk Melodi Grand Prix 2015
Der 45. Dansk Melodi Grand Prix fand am 7. Februar 2015 im Gigantium in Aalborg statt und war der dänische Vorentscheid für den Eurovision Song Contest 2015 in Wien (Österreich). Moderiert wurde die Sendung von Esben Bjerre Hansen und Jacob Riising. Das seit 2009 verwendete 3-Sterne-Logo wurde durch einen Kreis, von dem Schallwellen ausgehen, ersetzt. Der Slogan für dieses Jahr hieß Drømmen lever (dt.: „Der Traum lebt“).

## Format
Der Modus mit einer Mischung aus Zuschauervoting per SMS und Jurybewertung wurde beibehalten, allerdings die Einzeljuroren durch regionale Jurys ersetzt. Jede der Jurys vergab 1 bis 8, 10 und 12, also jeweils 56 und zusammen 290 Punkte. Die Stimmenverteilung durch das Voting wurde prozentual auf ebenso viele Punkte verteilt (Bsp.: 50 % aller Stimmen würden 145 Punkten entsprechen). Die Jurys vertraten die fünf dänischen Regionen und hielten sich dementsprechend an folgenden Orten auf: Pumpehuset (Kopenhagen) in Region Hovedstaden, Glød nightclub (Næstved) in Region Sjælland, Hotel Torvehallerne (Vejle) in der Region Syddanmark, Gbar club (Aarhus) in der Region Midtjylland und im Gigantium (Aalborg) in der Region Nordjylland. Jede Jury bestand aus drei Mitgliedern, geführt von einem früheren dänischen Teilnehmer des Eurovision Song Contest.
| Jury-Mitglieder    | Jury-Mitglieder |
| ------------------ | --- |
| Region Hovedstaden | - Søren Poppe – Vorsitzender; Sänger, Teilnehmer des ESC 2001 mit Rollo & King - Pelle Peter Jensen – DR P3 Moderator - Anna David – Sänger                                                                                   |
| Region Sjælland    | - Tim Schou – Vorsitzender; Sänger, Teilnehmer des ESC 2011 als A Friend in London - Maria Montell – Sängerin - Lars Trillingsgaard – DR P3 Musikdirektor                                                                     |
| Region Midtjylland | - Trine Jepsen – Vorsitzende; Sängerin, Teilnehmer des ESC 1999 zusammen mit Michael Teschl - Claus Visbye – Manager des Skanderborg Festival - Jette Torp – Sängerin                                                         |
| Region Nordjylland | - Lotte Feder – Vorsitzende; Sängerin, Teilnehmer des ESC 1992 zusammen mit Kenny Lübcke - Jan H. Jensen – „Head of music“ bei Radio ANR - Henrik Milling – DR P7 Mix Gastgeber                                               |
| Region Syddanmark  | - Jakob Sveistrup – Vorsitzender; Sänger, Teilnehmer des ESC 2005 - Trine Gadeberg – Sängerin; Teilnehmerin des Dansk Melodi Grand Prix 2000 - Maria Theessink – Musikmanager und künstlerischer Direktor des Tønder Festival |

DR gab im Juli 2014 bekannt, dass sie durch die Veränderungen einen Dansk Melodi Grand Prix 2.0 anstreben und auf Qualität statt Quantität setzen. Der Unterhaltungschef von DR, Jan Lagermand Lundme, erklärte We want real songs […] that have a story to tell, and that are real. The songs that touch the viewers. Beispielhaft nannte er ESC 2014-Sieger Rise Like a Phoenix von Conchita Wurst und den zweitplatzierten, niederländischen Beitrag Calm After the Storm von The Common Linnets.
Im vorgegebenen Zeitraum vom 4. Juli bis 8. September 2014 wurden 687 Beiträge von Sängern und Komponisten eingereicht. Ein Auswahlkomitee wählte sieben Lieder aus den Einreichungen aus, während drei Künstler (Sara Sukurani, Marcel & „Soulman Group“ und „World of Girls“) zur Teilnahme eingeladen wurden. Die Liste der teilnehmenden Künstler und Lieder wurde von DR am 26. Januar 2015 offiziell bekanntgegeben, war aber wegen einer vorzeitigen Auslieferung vorbestellter CDs schon zwei Tage zuvor in die Öffentlichkeit gedrungen. Nach der öffentlichen Präsentation wurden die Titel in voller Länge auf YouTube veröffentlicht und das offizielle Album war beim größten dänischen Streaming Service verfügbar.

## Teilnehmer

### Finale
| Interpret              | Lied Musik (M) und Text (T) |
| ---------------------- | --- |
| Sara Sukurani          | Love Me Love Me M/T: Sara Sukurani, Robert Uhlmann, Alexander Papaconstantinou, Arash Labaf                                          |
| Tina & René            | Mi amore M/T: Thomas G:son, Henrik Sethsson                                                                                          |
| Marcel & Soulman Group | Når veje krydses M/T: Marcel Mark Gbekle, Jeanette Christiansen, Bjarne List Nissen                                                  |
| Cecilie Alexandra      | Hotel A M/T: Marcos Ubeda, Bobby Ljunggren, Kristian Lagerström                                                                      |
| Andy Roda              | Love Is Love M/T: Andy Roda, Maria Hamer-Jensen                                                                                      |
| Julie Bjerre           | Tæt på mine drømme M/T: Lise Cabble, Maria Danielle Andersen, Jakob Schack Glæsner                                                   |
| Anti Social Media      | The Way You Are M: Remee S. Jackman, Chief 1; T: Remee S. Jackman                                                                    |
| Anne Gadegaard         | Suitcase M/T: Micky Skeel, Magnus Funemyr                                                                                            |
| Babou                  | Manjana M/T: Thomas Sardorf, Karen Rosenberg, Lasse Lindorff, Daniel Rothmann, Johannes Loeffler, Matthias Zürkler, Nicolas Rebscher |
| World of Girls         | Summer Without You M/T: Daniel Calvin Østergaard, Rune Braager, Martin Fliegenschmidt                                                |

### Ergebnisse

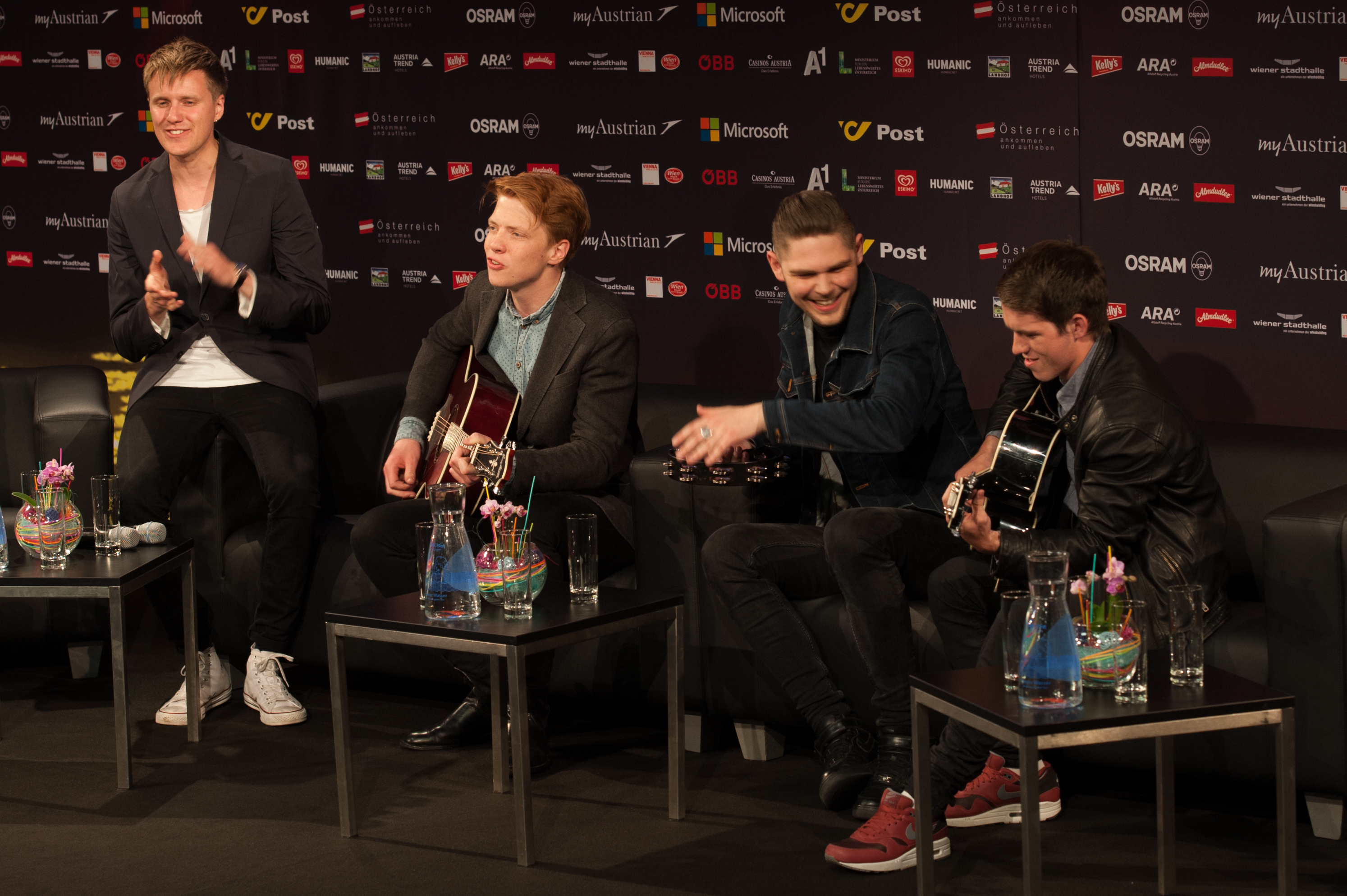
Die Gewinner der dänischen Vorentscheidung: Anti Social Media

In der Summe der Punkte der Jury und der Öffentlichkeit The Way You Are, vorgetragen von Anti Social Media, zum Sieger des Wettbewerbs.
| Platz | Startnr. | Lied               | Juryvoting | Juryvoting  | Juryvoting  | Juryvoting | Juryvoting  | Juryvoting  | Zuschauerstimmen (SMS) | Gesamt |
| Platz | Startnr. | Lied               | Sjælland   | Midtjylland | Hovedstaden | Syddanmark | Nordjylland | Jury Gesamt | Zuschauerstimmen (SMS) | Gesamt |
| ----- | -------- | ------------------ | ---------- | ----------- | ----------- | ---------- | ----------- | ----------- | ---------------------- | ------ |
| 01.   | 07       | The Way You Are    | 8          | 12          | 12          | 12         | 12          | 56          | 48                     | 104    |
| 02.   | 08       | Suitcase           | 6          | 6           | 10          | 8          | 10          | 40          | 58                     | 098    |
| 03.   | 06       | Tæt på mine drømme | 10         | 4           | 4           | 10         | 6           | 34          | 38                     | 072    |
| 04.   | 04       | Hotel A            | 12         | 8           | 6           | 6          | 8           | 40          | 18                     | 058    |
| 05.   | 09       | Manjana            | 5          | 5           | 5           | 3          | 4           | 22          | 35                     | 057    |
| 06.   | 10       | Summer Without You | 7          | 2           | 3           | 4          | 7           | 23          | 34                     | 057    |
| 07.   | 02       | Mi amore           | 3          | 3           | 8           | 5          | 5           | 24          | 20                     | 044    |
| 08.   | 03       | Når veje krydses   | 4          | 7           | 7           | 7          | 1           | 26          | 18                     | 044    |
| 09.   | 05       | Love Is Love       | 1          | 10          | 2           | 2          | 2           | 17          | 08                     | 025    |
| 10.   | 01       | Love Me Love Me    | 2          | 1           | 1           | 1          | 3           | 08          | 13                     | 021    |